# Carlos Falquez
Pedro Carlos Falquez Batallas (Guayaquil, 18 de junio de 1942-Machala, 28 de agosto de 2023) fue un empresario y político ecuatoriano. Entre los cargos en que se desempeñó se cuentan el de legislador nacional, que ejerció en varios periodos, alcalde de Machala (de 2005 a 2014), prefecto provincial de El Oro (de 1992 a 1996) y presidente nacional del Partido Social Cristiano.

## Biografía
Nació en Guayaquil, el 18 de junio de 1942. Desde temprana edad pasó a vivir a la ciudad de Pasaje, en la provincia de El Oro. Posteriormente vivió en Cuenca y Quito, finalizando sus estudios secundarios en el Colegio Nacional Mejía. Fue profesor y rector del Colegio Carmen Mora de Encalada, en Pasaje, donde además fundó el Club Deportivo Carmen Mora de Encalada, que fue el primer equipo de la provincia de El Oro en participar en el campeonato de fútbol nacional.

### Vida política
Inició su carrera política en el partido Concentración de Fuerzas Populares, siendo elegido diputado de El Oro en las elecciones legislativas de 1979. Durante su periodo en el Congreso se acercó al diputado socialcristiano León Febres-Cordero Ribadeneyra, a quien luego apoyó en su campaña para llegar a la presidencia, en 1984. Como presidente, Febres-Cordero nombró a Falquez director nacional de deportes, y luego, en 1986, Gobernador de la provincia de El Oro.
En diciembre de 1987 ordenó el desalojo de la cooperativa de mineros artesanales "10 de Enero" de una mina del cantón Pasaje, debido a que la mina había sido adjudicada a la empresa chilena La Trigresa. De acuerdo al testimonio de los mineros artesanales, Falquez no les dio ningún aviso de que debían abandonar el sitio y envió a la fuerza pública, quienes echaron a los moradores, entre los que había mujeres y niños, haciendo uso de armas de fuego. El desalojo dejó heridos y muertos y fue denunciado dos décadas después acusando a Falquez de tortura, prohibición ilegal de la libertad y asesinato.

#### Partido Social Cristiano
En las elecciones legislativas de 1990 fue elegido diputado de El Oro por el Partido Social Cristiano (PSC). Dos años después ganó el cargo de prefecto de la provincia, en las elecciones seccionales de 1992. En 1996 intentó conservar su puesto de prefecto, pero perdió ante Montgómery Sánchez, candidato del Partido Roldosista Ecuatoriano.
En 1998 fue elegido diputado en representación de la provincia de El Oro. Además fue nombrado primer vicepresidente del Congreso Nacional, puesto desde el que dirigió la controversial sesión del 1 de agosto de 2000 en que se eligió como presidenta del Congreso a la independiente Susana González Muñoz, primera mujer en ocupar dicho cargo. En las elecciones legislativas de 2002 fue reelecto como diputado.

#### Alcalde de Machala
Para las elecciones seccionales de 2004 renunció al Congreso y fue elegido alcalde de Machala por el PSC, venciendo al candidato del Partido Roldosista Ecuatoriano, Mario Minuche, quien llevaba 12 años como alcalde de la ciudad. Durante su gestión en la alcaldía emprendió un proceso de regeneración urbana tomando como referente el desarrollado por el alcalde de Guayaquil, Jaime Nebot, también del Partido Social Cristiano. Fue así mismo el representante de los municipios del país en el directorio del Banco del Estado. En las elecciones de 2009 fue reelecto a la alcaldía.
En noviembre de 2013 presentó su candidatura a la reelección para las elecciones seccionales de 2014, sin embargo miembros de Alianza PAIS y del Movimiento Autonómico Regional impugnaron su candidatura aseverando que por ser poseedor de una frecuencia radial, estaba imposibilitado de participar. Falquez argumentó que el contrato por la frecuencia había expirado en septiembre de 2013; sin embargo, el CNE descalificó su candidatura. Simpatizantes de Falquez realizaron marchas y plantones para que se revea la decisión, recibiendo incluso la presencia del alcalde de Guayaquil, Jaime Nebot. Viendo que la decisión era irrevocable, el Partido Social Cristiano decidió postular para la alcaldía a Carlos Falquez Aguilar, hijo de Falquez Batallas, quien finalmente ganó con aproximadamente el 52.4% de los votos.

#### Últimos años
Años después participó en las elecciones legislativas de 2017 y ganó una curul como asambleísta nacional en representación de la provincia de El Oro por el Partido Social Cristiano. Renunció a este cargo para terciar como candidato a la prefectura de El Oro en las elecciones de 2019, pero fracasó en su intento.
Para las elecciones legislativas de 2021 fue elegido para un nuevo periodo como legislador en la Asamblea Nacional. El 14 de septiembre de 2022 volvió a renunciar al cargo para participar en las elecciones seccionales de 2023, donde intentó fallidamente ganar la alcaldía de Machala, obteniendo el tercer lugar con un 15.5% de votos.
Falquez falleció el 28 de agosto de 2023, a los 81 años de edad. Entre las personalidades políticas que se expresaron tras su fallecimiento estuvo el exalcalde de Guayaquil, Jaime Nebot.